# 이타마르 바티스타 다 시우바
이타마르 바티스타 다 시우바(Itamar Batista da Silva, 1980년 4월 12일 ~ )는 브라질의 축구 선수다.
1997년 크루제이루에서 선수 생활을 시작했으며 발레리우와 아틀레치쿠, 이라티, 고이아스, 파우메이라스, 상파울루에서 선수 생활을 했다.
2003년 K리그의 전남 드래곤즈로 이적했으며 포항 스틸러스와 수원 삼성 블루윙즈, 성남 일화 천마에서 선수 생활을 했는데 K리그에서 활동하던 당시에는 이따마르라는 이름으로 활동하였다.
2008년 하과레스 데 치아파스로 이적했으며 2009년에는 티그레스 데 라 UANL로 이적했고 2011년 알라얀 SC로 이적했다.